# Mr. Bean: Chambre 426
Mr. Bean: Chambre 426 est le huitième épisode de la série télévisée britannique Mr. Bean, produite par Tiger Television et Thames Television pour Central Independent Television. Il est diffusé pour la première fois sur ITV le 17 février 1993 et cumule ce soir là une audience de 14,31 millions de téléspectateurs. Il s'agit du premier épisode à ne comporter qu'une seule histoire, entièrement tourné sur place à Southsea.

## Synopsis

### Acte 1: Le voisin
Mr. Bean prend des vacances au Queens Hotel de Southsea à l'occasion d'un jour férié. Il s'enregistre à l'accueil en même temps qu'un autre homme, plus discret qui s'avèrera être son voisin de chambre. Bean fait la course pour arriver dans sa chambre avant son voisin, mais une fois devant la porte il a du mal à la déverrouiller et son voisin entre avant lui.
Une fois à l'intérieur, Bean joue avec les objets de sa chambre, tels que les lumières, le téléphone et la télécommande. Lorsqu'il se rend compte qu'il n'a pas de salle de bain dans sa chambre, il perce un trou dans le mur pour accéder à celle de son voisin. La vibration de la perceuse est entendue par le directeur de l'hôtel, qui frappe à la porte de Bean pour enquêter. Il tombe sur le voisin qui n'arrive pas ouvrir sa porte de salle de bains, fermée de l'intérieur. À leur insu, Bean a verrouillé la porte et prend un bain. Il cache ensuite le trou avec le rideau de douche et son armoire.

### Acte 2: Les huîtres
Lors du déjeuner, au buffet de l'hôtel, Bean prend volontairement la même chose que son voisin mais en double. Il s'assoit à la table à côté de lui et l'imite, en mangeant en même temps que lui les mêmes aliments, mais de façon sale, ce qui dégoûte son voisin. Lorsqu'ils commencent à manger des huîtres, Bean les avale toutes rapidement, mais le voisin remarque une odeur étrange provenant de ses huîtres et avertit le serveur. Le serveur confirme au voisin que les huîtres sont périmées et s'en excuse. De son côté, Bean réalise qu'il vient de manger des huîtres avariées.
Durant la nuit, Bean se réveille à cause d'un coup de chaud et se déshabille. Il entend de la musique forte venant de la porte d'à côté. Il sort taper à la porte pour demander le silence. Après l'arrêt de la musique, Bean retourne dans sa chambre, mais elle se referme, le laissant coincé dans les couloirs de l'hôtel, complétement nu. Bean se couvre de pancartes de porte et se dirige vers le hall en ascenseur. En y arrivant, il se faufile derrière le comptoir du directeur tandis que celui-ci parle à Danny La Rue, qui se produit à l'hôtel. Bean se cache dans la valise de La Rue et enfile sa robe et son maquillage de rechange pour ne plus être nu. Déguisé, Bean demande la clef de sa chambre au directeur de l'hôtel, mais La Rue surprend Bean avec ses affaires et lui arrache une boucle d'oreille.

## Fiche technique
Sauf indication contraire, les informations mentionnées dans cette section peuvent être confirmées par la base de données cinématographiques IMDb,  présente dans la section « Liens externes ».
- Titre original: Mr. Bean in Room 426
- Réalisation: Paul Weiland
- Scénario: Robin Driscoll, et Rowan Atkinson
- Musique: Howard Goodall
- Décors: Andrew Howe-Davies
- Costumes: Pennie Robertson
- Montage: Ian Well
- Production: Peter Bennett-Jones, Sue Vertue
- Pays de production:  Angleterre
- Langue originale: anglais
- Genre: comédie
- Durée: 24 minutes
- Date de sortie:
  -  Angleterre: 17 février 1993
  -  France: 17 février 1993

## Distribution
- Rowan Atkinson dans le rôle de Mr. Bean
- Matthew Ashforde dans le rôle du portier de l'hôtel
- Michael Fenton Stevens dans le rôle du voisin (de la chambre 425)
- Roger Brierley dans le rôle du directeur de l'hôtel
- Danny La Rue dans son propre rôle
- Phyllis Calvert dans le rôle de la vieille dame (non créditée)

Photos des acteurs principaux
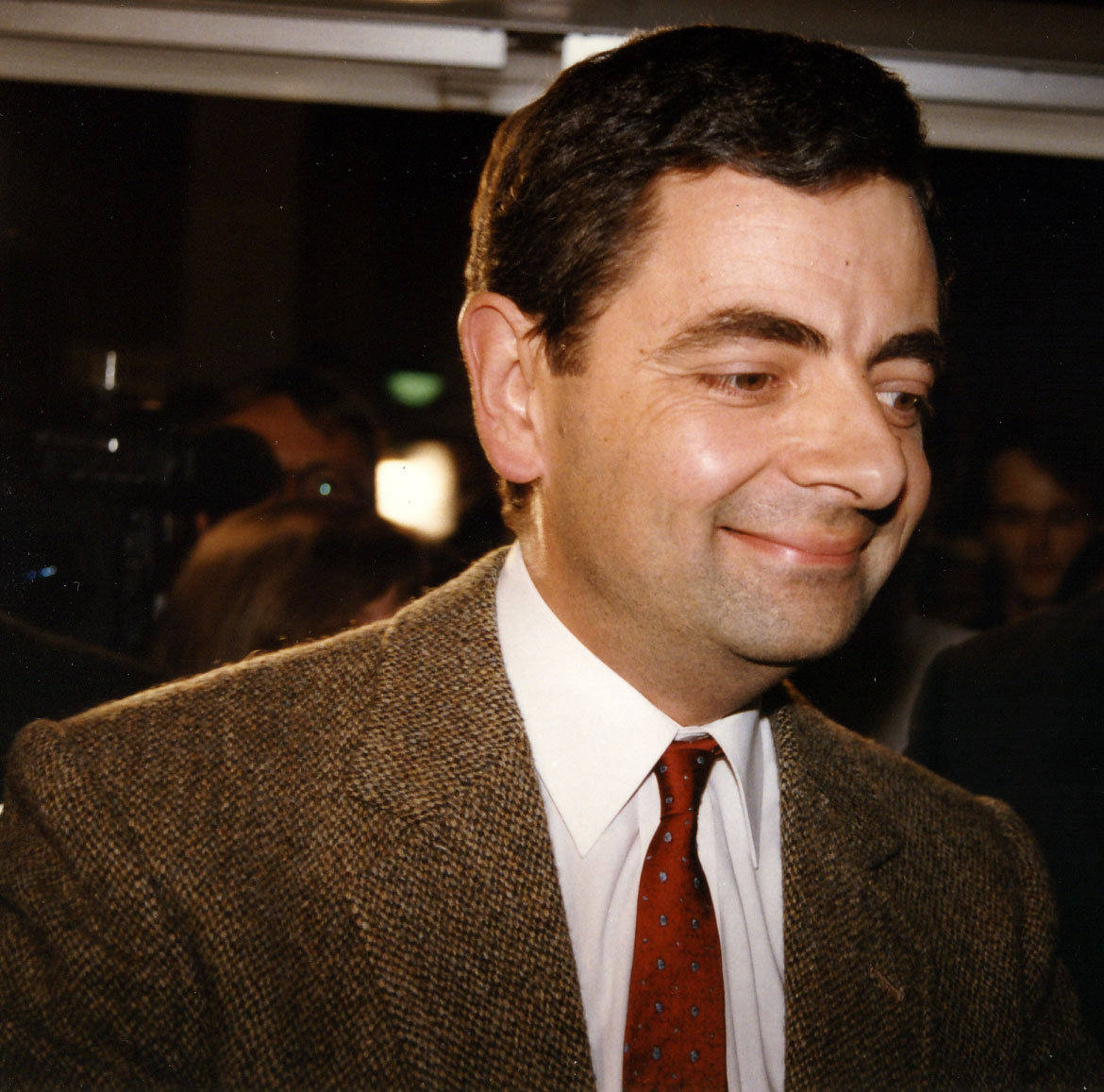
Rowan Atkinson interprète Mr. Bean
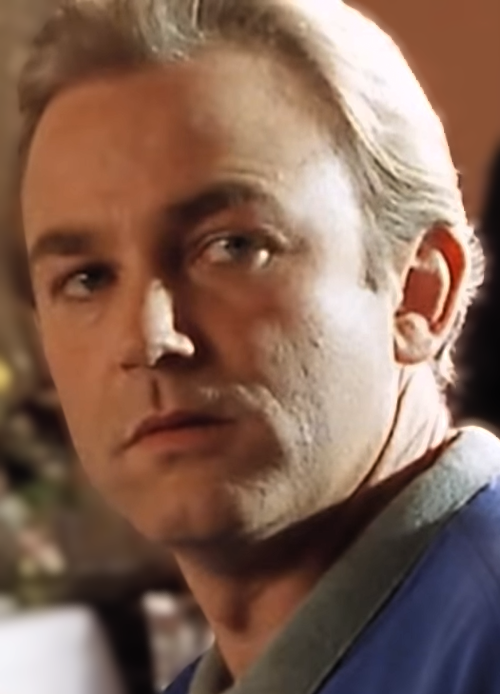
Michael Fenton Stevens interprète le voisin (de la chambre 425)
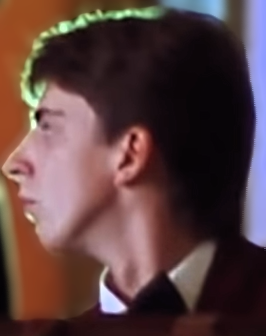
Matthew Ashforde interprète le portier de l'hôtel
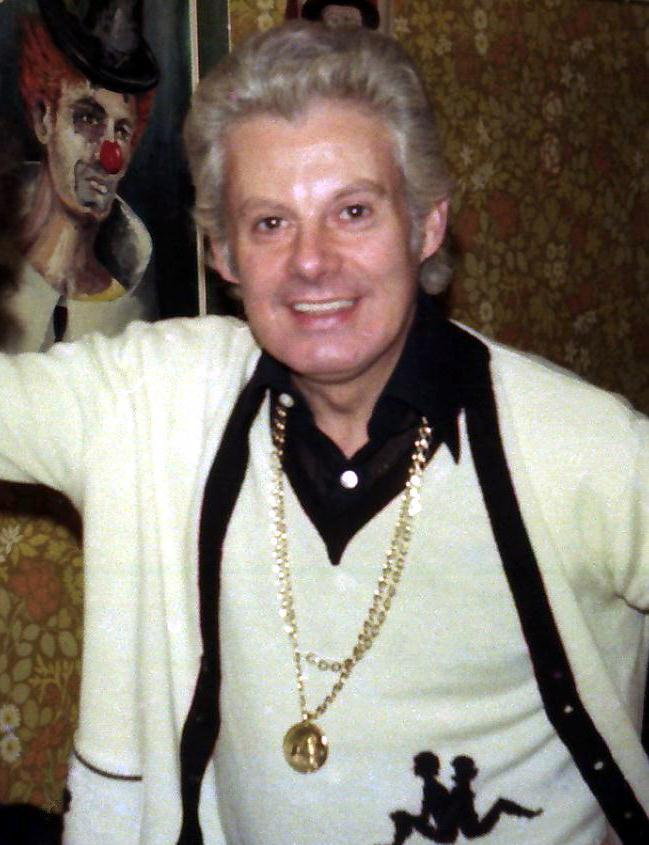
Danny La Rue interprète lui-même

## Production

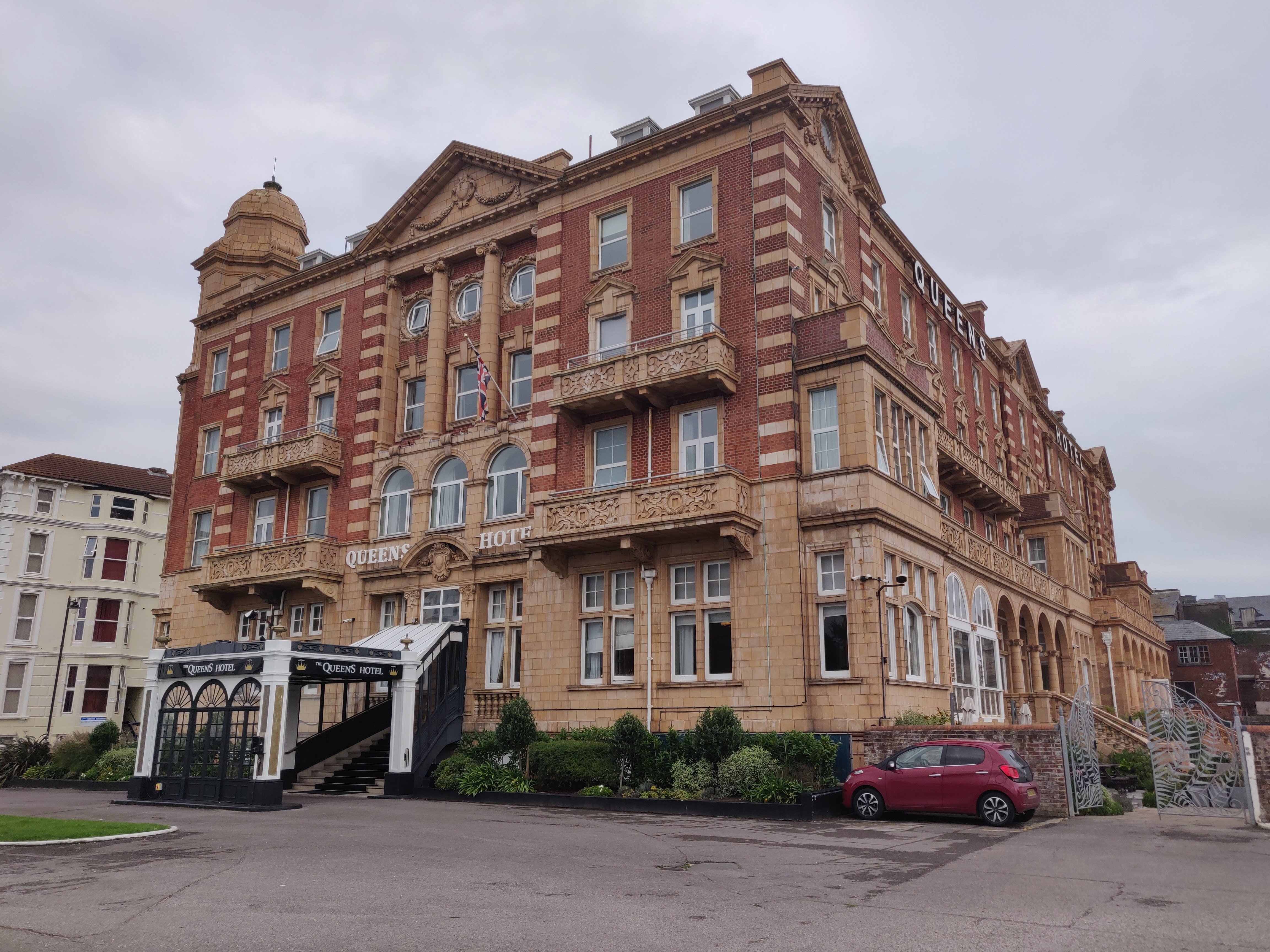
The Queens Hotel in Southsea

Il s'agit du premier épisode à n'intégrer qu'une seule histoire au lieu d'actes ou de sketches séparés, ainsi que du premier à être entièrement tourné dans un seul endroit. L'épisode est tourné au Queens Hotel dans la station balnéaire de Southsea, à Portsmouth, dans le Hampshire. Le tournage a débuté le 1er octobre 1992.
C'était également le premier épisode réalisé exclusivement par Paul Weiland, auparavant réalisateur des les scènes extérieurs de la série. L'épisode Attention au bébé, Mr Bean, a également été tournée à Southsea.
Il s'agit également du premier épisode à être commandé et diffusé pour le réseau ITV par Central Independent Television après la perte de la franchise ITV de Thames à Londres. Central superviserait également un certain nombre d'autres productions indépendantes de Thames, telles que Minder, Wish You Were Here...? et Strike It Lucky, jusqu'à la fin des années 1990.